# تيزوكا برودكشنز
تيزوكا برودكشنز (بالإنجليزية: Tezuka Productions)‏ هي شركة أنمي يابانية. تأسست في 1968. يقع مقرها في نيزا، سايتاما، اليابان. أسسها فنان المانغا والرسوم المتحركة أوسامو تيزوكا.

## أعمال
- كوكي العجيب
- الوميض الأزرق
- الليث الأبيض
- أخي العزيز
- آسترو بوي

## روابط خارجية
- تيزوكا برودكشنز على موقع IMDb (الإنجليزية)
- تيزوكا برودكشنز على موقع ANN company (الإنجليزية)